# 프라우엔펠트
프라우엔펠트(독일어: Frauenfeld)는 스위스 투르가우주의 주도로, 면적은 27.37km2, 높이는 417m, 인구는 23,527명(2011년 기준), 인구 밀도는 859명/km2이다.
1246년 문헌에 처음 등장했으며 라이헤나우 수도원 소유로 있던 토지와 프라우엔펠트성 주변에 있는 거리가 결합하면서 발전했다. 1264년 합스부르크 왕가에 넘어갔고 1460년 스위스에 점령되었다. 1771년과 1788년에 일어난 큰 화재로 인해 몇몇 건축물이 소실되기도 했으며 1712년부터 1798년까지 스위스 연방 의회가 있었던 곳이다.

## 역사

### 초기사
인간 정착의 초기 흔적은 랑도르프 동쪽에 있는 여러 라텐 시대 무덤이다. 오버빈터투어(비투두룸)에서 핀(Pfyn)까지의 로마 도로는 현재 프라우엔펠트의 알멘트(Allmend)를 통과했다. 탈바흐와 오버키르히에서 두 개의 로마 빌라가 발견되었다. 빌라는 나중에 오버키르히 정착지의 중심지가 된 것 같다. 별장의 폐허에는 중세 초기 묘지가 세워졌고, 9세기에는 오버키르히 교회가 세워졌다. 아마도 9세기에 왕실 기부의 결과로, 또는 13세기에 기부되었을 가능성이 더 높기 때문에 프라우엔펠트 주변 지역은 에르힝의 딩호프(교회 또는 수도원 소유의 영지 농장)에 속했다. 에르힝은 저택, 12채의 집, 적어도 1개의 방앗간, 그리고 아마도 오버키르히에 교회가 있었을 것이다. 13세기에 에르힝은 자급식의 장원 농장 단지를 형성했고, 1270년 이후에는 합스부르크 포크트에 의해 점거되었다. 12세기 후반부터 에르힝 주변 지역에서 마을이, 오버키르히의 교회 주변에서 또 다른 마을이 성장했다.
1220년대 말에는 제분소와 예배당이 있는 요새화된 탑이 건설되었고 성 주변에 세 번째 마을이 자라기 시작했다. 프라우엔펠트가 될 이 마을은 라이헤나우 수도원이 소유한 땅에서 점차적으로 성장했다. 원래의 요새화된 탑은 프라우엔펠트성으로 성장했다.

### 프라우엔펠트의 설립

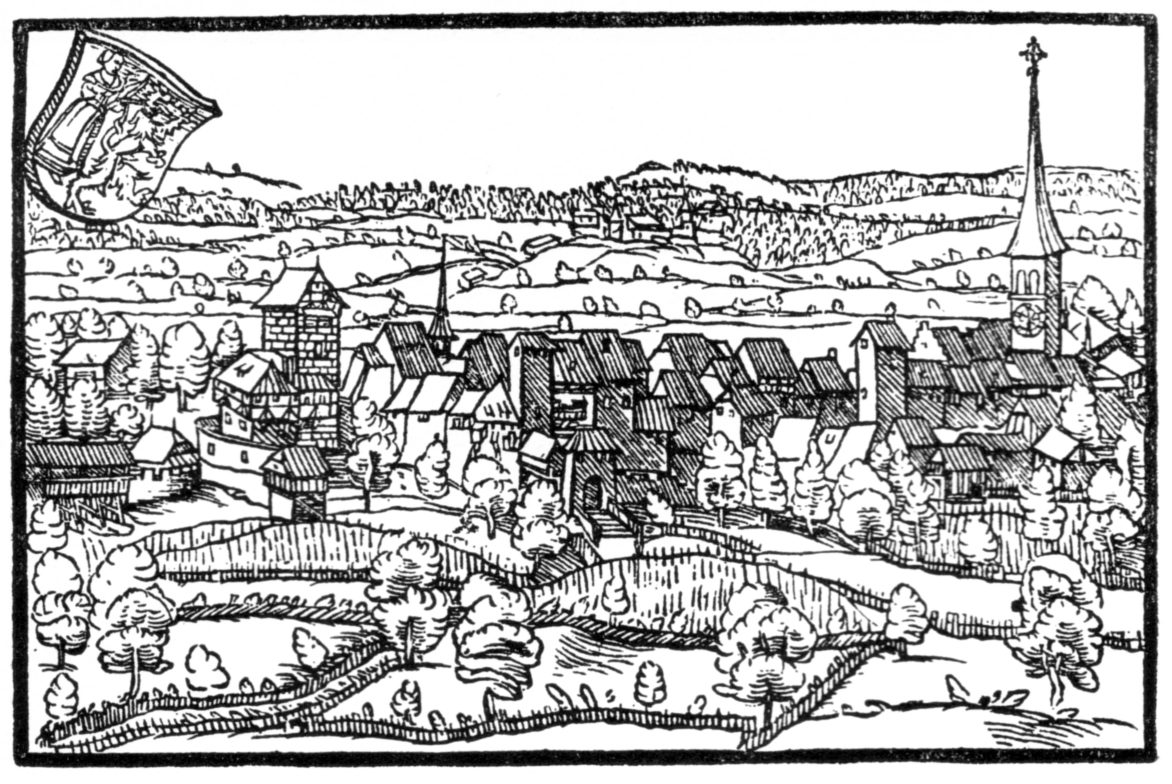
1548년 프라우엔펠트

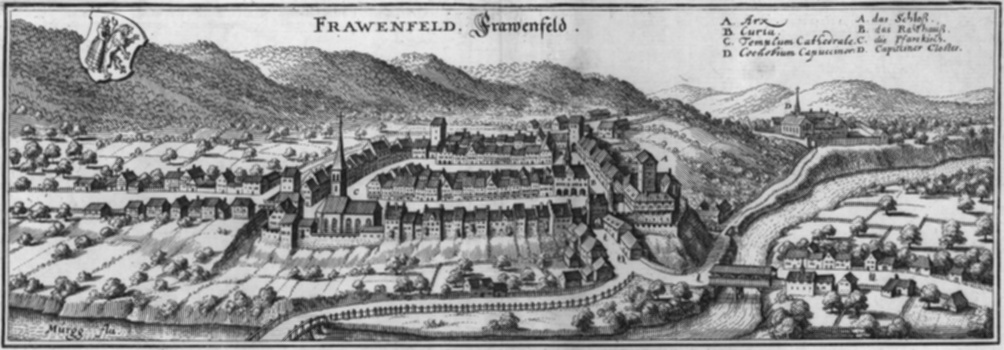
1654년의 프라우엔펠트

프라우엔펠트는 1246년에 Vrowinvelt로 처음 언급되었지만, 13세기의 2/3 동안 천천히 성장했다. 마을에는 회리겐의 기사 가문(라이히나우와 동맹을 맺음)과 합스부르크와 키부르크 가문과 동맹을 맺은 다른 여러 기사 가문이 거주하고 있었다. 1246년에 성을 가진 기사가 ‘키부르커 환경에 대해’(zum Kyburger Umfeld)에서 프라우엔펠트를 처음 언급했다. 그 후 30년 동안 키부르크 땅에서 온 몇몇 기사들이 폰 프라우엔펠트 이름을 채택했다. 프라우엔펠트 성의 주민들이 단순히 프라우엔펠트 가옥의 귀족 소유주인지 아니면, 프라우엔펠트 영지의 행정관인지는 분명하지 않다.
1286년에 프라우엔펠트는 도시로 처음 언급되었다. 적어도 그 날짜까지 그것은 합스부르크 영토에 통합되었다. 탑은 오랫동안 프라우엔펠트-바이젠당엔 기사단의 손에 있었다. 1286년 이전에 도시가 된 정치적, 사회적, 경제적 배경은 명확하지 않다. 초기 프라우엔펠트 총독과 키부르크 및 합스부르크의 관계는 명확하지 않다. 키부르크가는 프라우엔펠트에서 주권을 보유하지 않았다. 따라서 이전에 믿었던 것처럼 이 도시가 정말로 라이헤나우의 암묵적인 승인을 받아 키부르그에 의해 건설되었는지 여부는 불확실하다. 성 및 아마도 더 작은 주변 마을이 아마도 토겐부르크나 무르카르트 또는 하겐부히 귀족과 같은 제삼자에 의해 건설되었다는 것도 생각할 수 있다. 그렇다면 1220년대에 무르그탈 하류에서 영향력을 상실하면서 키부르크 가문과 이후 합스부르크 왕가가 이 지역으로 확장하여 라이헤나우의 권리와 성을 장악했다.
이 도시는 키부르크의 합스부르크 암트(Amt)에 통합되었다. 1374년에 합스부르크 왕가는 프라우엔펠트 공작에게 모든 투르가우(당시 생갈렌 포함)에 대한 재판권을 수여했다. 14세기에 성은 프라우엔펠트 합스부르크 암트의 행정 중심지가 되었다. 합스부르크 왕가가 투르가우에서 자신들의 위치를 공고히 하려고 했을 때, 그들은 합스부르크 젠트리의 가장 중요한 가문 중 하나인 란츠베르크 가문에게 성을 양도했다. 그들은 1534년까지 그 자리를 지켰다. 1415년과 1442년 사이에 이 도시는 제국 속주 총독의 후원 하에 있었다. 1442년 이후 일시적으로 오스트리아의 통제하에 놓이게 되었고, 1460년에는 구스위스 연방에 의해 투르가우(프라우엔펠트 포함)가 함락되었다.

### 구스위스 연방의 일부

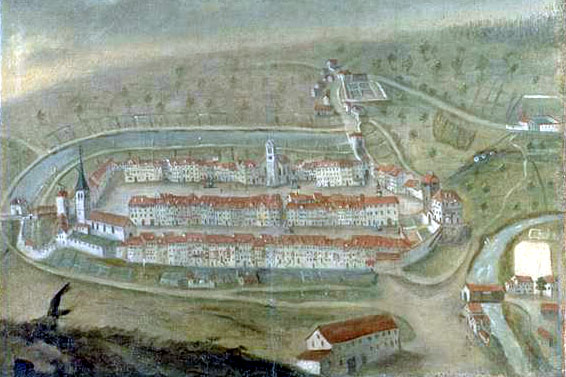
1771년 화재 이전의 프라우엔펠트

프라우엔펠트는 오스트리아 합스부르크 왕가의 정치 중심지였다. 연방 아래에서 연방군은 투르가우 전체를 관리하는 중심으로 성장했다. 1500/15년과 1712년 사이에 프라우엔펠트는 타크자충 집회의 장소였다. 1499년 이후에는 연방 법원이 있던 곳이기도 하다. 1504년 이후 이 도시는 투르가우 총독의 거주지가 되었고, 1532년 이후에는 성에 거주했다. 다른 위치는 직접 종속되었다.
도시의 중요성이 커짐에 따라 성 주변의 가옥은 요새화된 도시가 되었다. 도시는 성벽과 해자로 분리되었다. 두 개의 세로 방향과 세 개의 교차로 주변에 목조 주택이 밀집되어 있었지만, 마을 광장이나 기타 크고 열린 공간이 없었다. 성, 니더토어(도시 문) 및 슈트라스호프는 남서쪽 구석을 지배했고, 교회와 오버투름(상층탑)은 북서쪽 구석에 있었다. 이른바 가흐낭에르 슈톡(Gachnanger Stock)은 북동쪽에 있었고, 슈피겔호프(Spiegelhof )와 홀더토르(Holdertor)가 있었다. 성문은 남동쪽 구석에 있었다. 15세기에 도시는 천천히 요새화되었지만, 1460년에도 외부 열의 집들은 성벽으로 보호되지 않았다. 16세기에 도시 대부분의 집은 돌로 지어졌다. 1771년과 1788년의 두 번의 도시 화재로 거의 모든 가옥이 파괴되어 구시가의 현재 모습은 18세기 말부터 시작된다.
개신교 종교 개혁은 도시에 영향을 미쳤다. 1531년에는 약 70명의 가톨릭 신자만 이 도시에 살았지만, 가톨릭 주에서는 프라우엔펠트와 나머지 투르가우 지역을 관리하는 일을 도왔다. 시의회의 가톨릭 회원은 33% 아래로 떨어지지 않았으며 두 교단은 시장을 번갈아 가며 임명했다. 교회 업무를 위해 도시의 두 학교를 감독하는 개신교와 가톨릭 대평의회가 존재했다. 도시 교회와 오버키르히의 교회는 처음에 공유 교회였다. 개신교 목사는 1537년 이후에 도시의 개신교인들에 의해 임명되었다. 그러나 개신교인들이 자신들의 교회를 갖게 된 것은 1645년에 이르러서였다.
프라우엔펠트성은 후기 바로크 양식과 고전 건축 양식의 한 예이다. 시청사는 18세기에 프라우엔펠트가 두 번째로 두드러진 시기부터 시작되었다. 1712년부터 스위스 아이드게노센 모임은 프라우엔펠트와 바덴에서 교대로 진행되었다. 1742년 이 모임은 프라우엔펠트를 정기적인 모임 장소로 삼았다.
1798년 프랑스 침공의 결과로 구스위스 연방이 몰락하면서 프라우엔펠트에서의 집회는 끝이 났다.

### 앙시앵 레짐의 종말
프랑스 가 연방을 침공한 후, 투르가우는 헬베티아 공화국의 완전한 주(칸톤)로 만들어졌다. 1798년의 새로운 헌법은 프라우엔펠트를 새로운 주의 수도로 설정했다. 그러나 프라우엔펠트의 선택은 논란의 여지가 있었다. 빈터투어와 콘스탄스의 도시가 모두 고려되었지만 프라우엔펠트의 주요 대안은 바인펠덴이었다. 프라우엔펠트가 취리히와의 국경 근처에 있었던 반면 바인펠덴은 지리적 중심에 위치해 있다. 프라우엔펠트는 투르가우가 연방 통제 하에 있을 때 수도였으며, 바인펠덴은 투르가우 자유 운동의 지도자였다. 프라우엔펠트는 결국 수도로 남았지만 1832년 이래로 주 의회는 프라우엔펠트와 바인펠덴에서 반기별로 개최되었다.
1799년 5월 25일, 프라우엔펠트는 프랑스군과 오스트리아군이 만나 전장이 되었다. 오스트리아군이 승리하는 동안 도시는 그해 말 프랑스군에 의해 탈환되었다.
1800년에는 도시로의 이주가 누구에게나 허용되었고, 1807년에는 시민이 될 수 있는 권리도 모든 사람에게 개방되었다. 1808년에서 1834년 사이에 성벽이 철거되었다. 1807년에는 카지노 회사가 설립되었고, 1808년에는 실업가 협회가 문을 열었다. 1810년, 순경의 협회는 1798년에 폐쇄된 후 다시 설립되었다. 1798년에는 투르가우주 주간지가 문을 열었다. 1809년에 이름을 투르가워 차이퉁으로 변경했는데, 이 잡지는 여전히 출판되고 있다. 1813년에서 1816년 사이에 이슬리코너 섬유(Islikoner Textilfärberei)의 지사 공장을 설립한 베른하르트 그로이터가(이슬리콘 직물 염색 공장)은 1805년 프라우엔펠트에 있었고, 해자를 메우고 산책로를 만들었다. 이는 마을에 부르주아 공공장소가 세워졌다는 상징이다.
1919년에 랑도르프, 쿠르츠도르프, 후벤, 헤르텐 및 호르겐바흐의 지자체가 프라우엔펠트의 일부가 되었다. 1998년에는 거리콘, 쇠넨호프 및 첼글리가 통합되었다.

## 지리

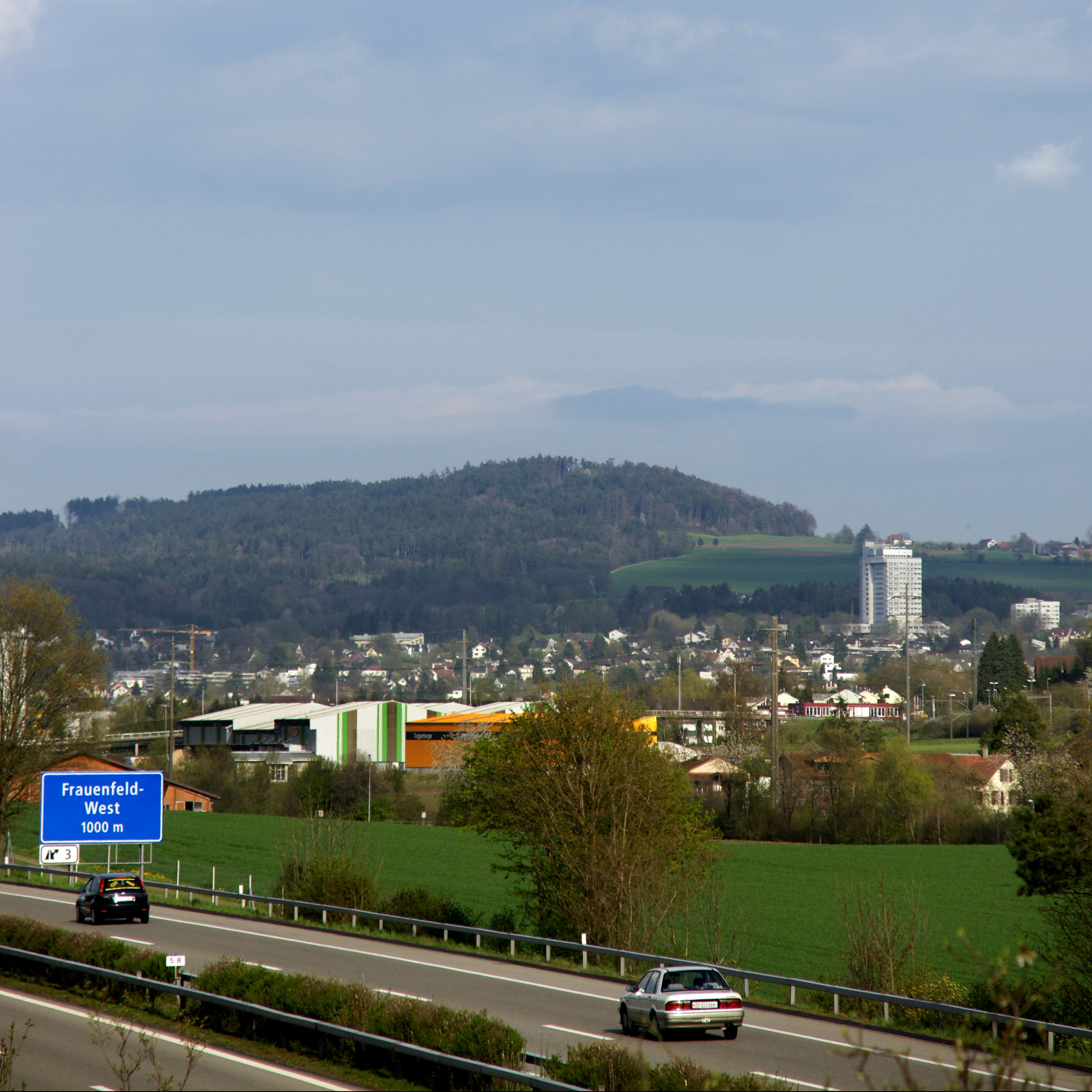
서쪽에서 본 프라우엔펠트

프라우엔펠트의 면적은 2009년 기준으로 27.37k㎡이다. 이 면적 중 12.43k㎡ (45.4%)가 농업용으로 사용되는 반면 6.77k㎡ (24.7%)는 산림이다. 나머지 토지 중 7.62k㎡ (27.8%)가 정착(건물 또는 도로), 0.28k㎡ (1.0%)가 강 또는 호수이며, 0.28k㎡(1.0%)는 비생산적인 토지이다.
시가지 중 공업용 건물이 전체 면적의 13.3%를 차지했고, 주택과 건물이 3.5%, 교통 기반 시설이 0.8%를 차지했다. 전력 및 수자원 기반 시설 및 기타 특별 개발 지역은 면적의 2.3%를 구성하고, 공원, 녹지 및 스포츠 필드는 7.9%를 구성한다. 산림면적은 전체 면적의 22.6%가 삼림이 우거져 있고, 2.1%는 과수원이나 작은 나무 군락으로 덮여 있다. 농경지 중 43.0%는 작물 재배에 사용되며, 2.4%는 과수원이나 포도나무 작물에 사용된다. 시정촌의 모든 물은 흐르는 물이다.
시정촌은 주 및 지역 수도이다. 무르크강의 양쪽 유역을 따라 위치해 있다. 그것은 프라우엔펠트의 마을(서쪽의 에르가르텐-포어슈타트, 동쪽의 오베레 포어슈타트)과 랑도르프, 쿠르츠도르프, 후벤, 헤르텐, 호르겐바흐, 거리콘, 첼클리 및 쇠넨호프의 이전 커뮤니티로 구성된다.

### 기후
프라우엔펠트에는 연간 평균 133일의 비 또는 눈이 내리며, 평균 강수량은 1,072mm이다. 가장 습한 달은 6월로 이 기간 동안 프라우엔펠트는 평균 127mm의 비나 눈을 내린다. 이달 동안 평균 강수일은 12.5일이다. 강수량이 가장 많은 달은 5월로 평균 13일이지만 비나 눈은 107mm에 불과하다. 일년 중 가장 건조한 달은 3월로 12.5일 동안 평균 강수량이 68mm이다.

## 인구통계

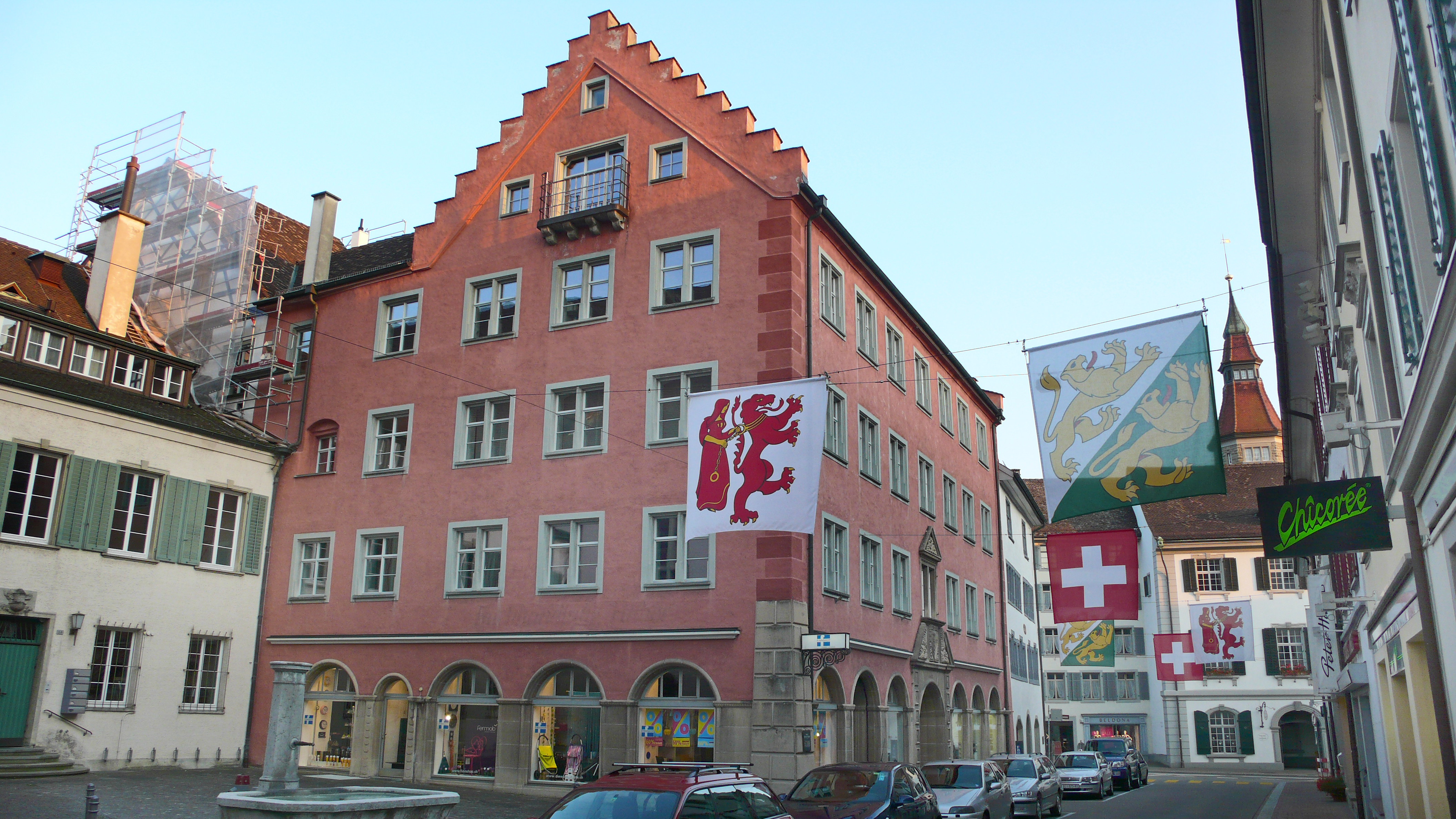
프라우엔펠트 구시가지

2020년 12월 기준, 프라우엔펠트의 인구는 25,974명이다. 2008년 기준으로 인구의 22.3%가 외국인이다. 지난 10년(1997-2007) 동안 인구는 10.8%의 비율로 변화했다. 2000년 기준, 인구 대부분인 83.3%가 독일어를 사용하며, 이탈리아어가 2위(4.7%)이고, 포르투갈어가 3위(3.7%)이다.
2008년 기준으로 인구의 성별 분포는 남성 48.4%, 여성 51.6%이다. 인구는 8,263명의 스위스 남성(인구의 36.5%)과 2,708명(11.9%)의 비스위스계 남성으로 구성되었다. 스위스 여성은 9,338명(41.2%), 비스위스계 여성은 2,356명(10.4%)이었다.
2008년에는 스위스 시민이 143명, 비스위스계 시민이 59명이었고, 같은 기간에 스위스 시민이 200명, 비스위스계 시민이 9명이었다. 이민과 이민을 무시하면, 스위스 시민의 인구는 57명 감소했고, 외국인 인구는 50명증가했다. 스위스에서 다른 나라로 이주한 스위스 남성은 14명, 스위스에서 다른 국가로 이주한 스위스 여성은 25명, 스위스인이 아닌 남성은 101명이었다. 스위스에서 다른 나라로 이주한 105명의 비스위스계 여성과 스위스에서 다른 나라로 이주한 여성이 있었다. 2008년 전체 스위스 인구 변화(모든 출처에서)는 46명이 증가했고, 비스위스계 인구 변화는 169명이 증가했다. 이는 1.0%의 인구 증가율을 나타낸다.
2009년 현재 프라우엔펠트의 연령 분포는 다음과 같다. 2,135명(인구의 9.3%)이 0~9세이고, 2,488명(10.9%(10.9%) 10~19세)이 있다. 성인 인구 중 3,465명(인구의 15.1%(20~29세))이 있다. 3,048명(13.3%)은 30~39세, 3,631명(15.9%)은 40~49세, 3,140명(13.7%)은 50~59세이다. 고령자 분포는 2,360명(인구의 10.36%)이 69세는 1,541명(6.7%), 70~79세는 899명(3.9%), 90세 이상은 171명(0.7%)이다.
2000년 기준으로 시정촌의 개인가구는 9,569세대로 가구당 평균 2.2명이다. 2000년에는 총 3,305호의 주거용 건물 중 2,272호(전체의 68.7%)가 단독 주택이었다. 2가구 263채(8.0%), 3가구 132채(4.0%), 다가구 638채(19.3%)였다. 자녀가 없는 부부는 5,189명(23.6%), 자녀가 있는 부부는 10,577명(48.2%)이었다. 한부모 가정에 거주하는 사람은 1,346명(6.1%)이었고, 부모 중 한 명 또는 양부모와 함께 사는 성인 자녀는 126명, 친척으로 구성된 가구에 거주하는 사람은 101명, 한 가구에 거주하는 사람은 239명이었다. 혈연이 아닌 사람들로 구성되어 있으며, 772명은 시설에 수용되거나 다른 유형의 공동 주택에 거주하고 있다.

2008년 시정촌 공실률은 1.15%였다. 2007년 기준 신규주택 건설률은 인구 1000명당 3.6세대이다. 2000년에 10,470개의 아파트가 시정촌에 있었다. 가장 흔한 아파트 규모는 방 4개짜리 아파트로 3,198호였다. 1인실 아파트는 537채, 6실 이상 아파트는 1,091채였다. 2000년 현재 프라우엔펠트의 평균 아파트 임대료는 1087.26 스위스 프랑이었다.(CHF)/월(US$870, £490, €700, 2000년 환율). 방 1개 아파트의 평균 가격은 508.43 CHF(US$410, £230, €330)였고, 방 2개짜리 아파트는 약 761.63 CHF(US$610, £340, €490), 방 3개짜리 아파트는 약 960.43 CHF(US$770, £430, €610) 및 6개 이상의 방 아파트 비용은 평균 1936.19 CHF(US$1550, £870, €1240)이다. 프라우엔펠트의 평균 아파트 가격은 전국 평균 1116CHF의 97.4%였다.
2007년 연방 선거에서 가장 인기 있는 정당은 34.4%의 득표율을 기록한 SVP였다. 다음으로 가장 인기 있는 3개 정당은 SP (15.55%), CVP (15.03%) 및 FDP (13.5%)였다. 이번 연방 총선에서는 총 7,105표가 투표율 48.5%를 기록했다.

### 과거 인구
역사적 인구는 다음 표에 나와 있다.
| 년도     | 인구          | % 독일어 | % 이태리어 | % 기타 언어 | % 개신교 | % 가톨릭 | % 유대교 | % 이슬람교 | % 무교 | % 스위스 | % 비스위스계 |
| -------- | ------------- | -------- | ---------- | ----------- | -------- | -------- | -------- | ---------- | ------ | -------- | ------------ |
| 중세시대 | 80-120 가구   |          |            |             |          |          |          |            |        |          |              |
| 1443     | 113 조세 가구 |          |            |             |          |          |          |            |        |          |              |
| 1850     | 3,444         | -        | -          | -           | 82.6%    | 17.4%    | -        | -          | -      | 95.4%    | 4.6%         |
| 1870     | 5,122         | -        | -          | -           | 78.7%    | 21.1%    | -        | -          | -      | 93.3%    | 7.0%         |
| 1888     | 5,996         | 99.0%    | 0.5%       | 0.5%        | 74.1%    | 25.3%    | 0.1%     | -          | -      | 90.0%    | 10.0%        |
| 1900     | 7,761         | 96.3%    | 2.7%       | 1.0%        | 71.7%    | 28.2%    | 0.1%     | -          | -      | 84.5%    | 15.5%        |
| 1910     | 8,459         | 95.1%    | 3.9%       | 1.0%        | 70.7%    | 28.1%    | 0.1%     | -          | -      | 84.3%    | 15.7%        |
| 1930     | 8,795         | 96.9%    | 2.1%       | 1.0%        | 71.2%    | 28.1%    | 0.1%     | -          | -      | 90.3%    | 9.7%         |
| 1950     | 11,114        | 94.8%    | 3.6%       | 1.6%        | 67.9%    | 31.2%    | 0.1%     | -          | -      | 93.4%    | 6.6%         |
| 1970     | 17,576        | 81.3%    | 14.1%      | 4.6%        | 55.1%    | 43.0%    | 0.1%     | 0.5%       | 0.4%   | 78.3%    | 21.7%        |
| 1990     | 20,204        | 81.1%    | 7.5%       | 11.4%       | 49.1%    | 41.5%    | 0.1%     | 2.5%       | 4.0%   | 77.4%    | 22.6%        |
| 2000     | 21,954        | 83.3%    | 4.7%       | 11.9%       | 44.3%    | 37.5%    | 0.5%     | 4.8%       | 7.2%   | 75.7%    | 24.3%        |

### 종교
2000년 인구조사에서 8,239명(37.5%)이 로마 가톨릭 신자이고, 9,255명(42.2%)이 스위스 개혁 교회에 속해 있다. 나머지 인구 중 스위스 천주교 신자는 18명(인구의 약 0.08%), 정교회 신자는 337명(인구의 약 1.54%)이다. 그리고 다른 기독교 교회에 속한 486명의 개인(또는 인구의 약 2.21%)이 있다. 유대교인은 18명(인구의 약 0.08%)이었고, 이슬람교인은 1,043명(인구의 약 4.75%)이었다. 인구 조사에 등재되지 않은 교회에 속한 160명의 개인(또는 인구의 약 0.73%)이 있다. 무교, 불가지론자 또는 무신론자는 1,585명(인구의 약 7.22%)이었고, 질문에 답하지 않은 사람은 813명(인구의 약 3.70%)이었다.

## 경제
2007년 프라우엔펠트의 실업률은 2.01%였다. 2005년 기준으로 1차 경제 부문에 211명이 고용되어 있으며, 이 부문에 약 70개 기업이 참여하고 있다. 4,120명의 사람들이 2차 부문에 고용되어 있고, 이 부문에 228개의 기업이 있다. 11,759명이 3차 부문에 고용되어 있으며, 이 부문에 1,095개의 기업이 있다.
2000년에 15,112명의 근로자가 시정촌에 살았다. 이 중 4,752명 또는 약 31.4%의 거주자가 프라우엔펠트 외부에서 일했고, 8,298명이 일을 위해 지자체로 통근했다. 지자체에는 총 18,658개의 일자리(주당 최소 6시간)가 있었다. 근로 인구의 16.4%가 대중교통을 이용하여 출퇴근하고, 42.7%가 자가용을 이용하였다.

## 교육
프라우엔펠트에서는 인구의 약 68.8%(25-64세)가 비필수 고등교육 또는 추가 고등교육(대학 또는 응용학문대학)을 완료했다. 프라우엔펠트에는 주립도서관 투르가우 도서관이 있다. 도서관은 (2008년 기준) 276,628권의 책 또는 기타 매체를 보유하고 있으며, 같은 해에 163,766권을 대출했다. 그해에는 주당 평균 47시간씩 총 256일 동안 문을 열었다.

## 국가중요문화재
프라우엔펠트에는 국가적으로 중요한 스위스 유산으로 등록된 10개의 건물이 있다. 목록에는 4개의 아카이브와 라이브러리가 있다. 기념관 관리국(Amtes für Denkmalpflege)의 기록 보관소, 고고학부의 기록 보관소, 프라우엔펠트의 시민기록보관소, 주와 주립도서관의 국가 기록 보관소. 카톨릭 도시 교회와 성 안나 예배당 및 메스머하우스가 있는 성 로이렌첸 동시 교회는 목록에 있는 두 개의 종교 건물이다. 두 개의 박물관인 투르가우주 고고학 및 자연사 박물관과 역사박물관이 있는 프라우엔펠트성이 목록에 있다. 목록의 마지막 건물은 시청사이다. 또는 시의회. 프라우엔펠트의 구시가 전체가 스위스 유산 목록에 포함되어 있다.

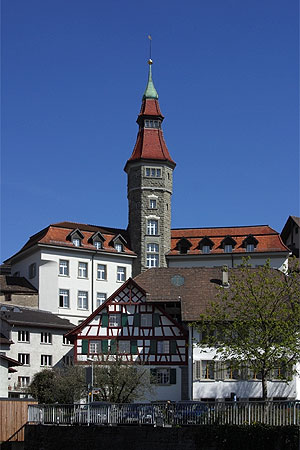
프라우엔펠트 시청
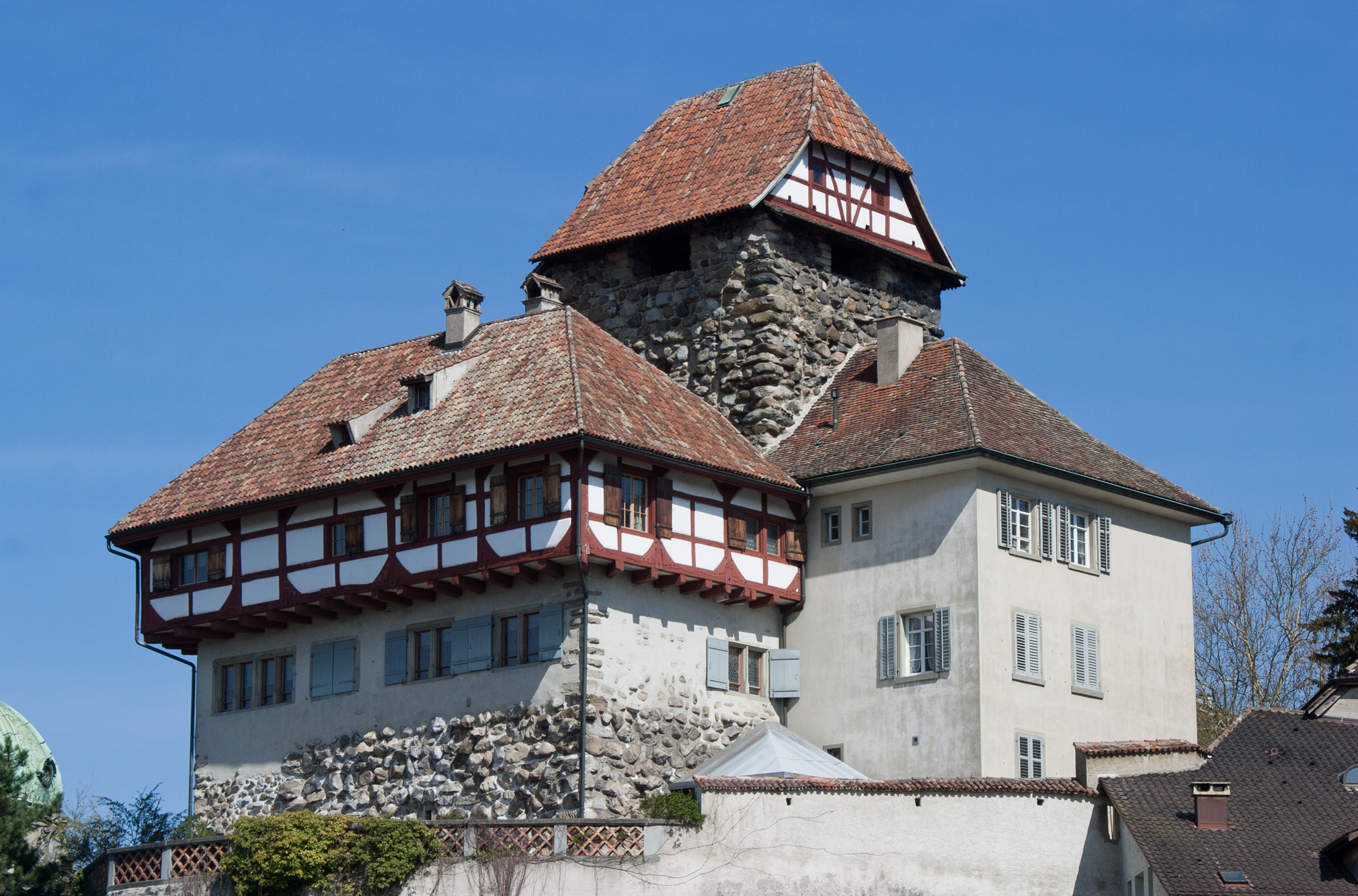
프라우엔펠트성

## 교통

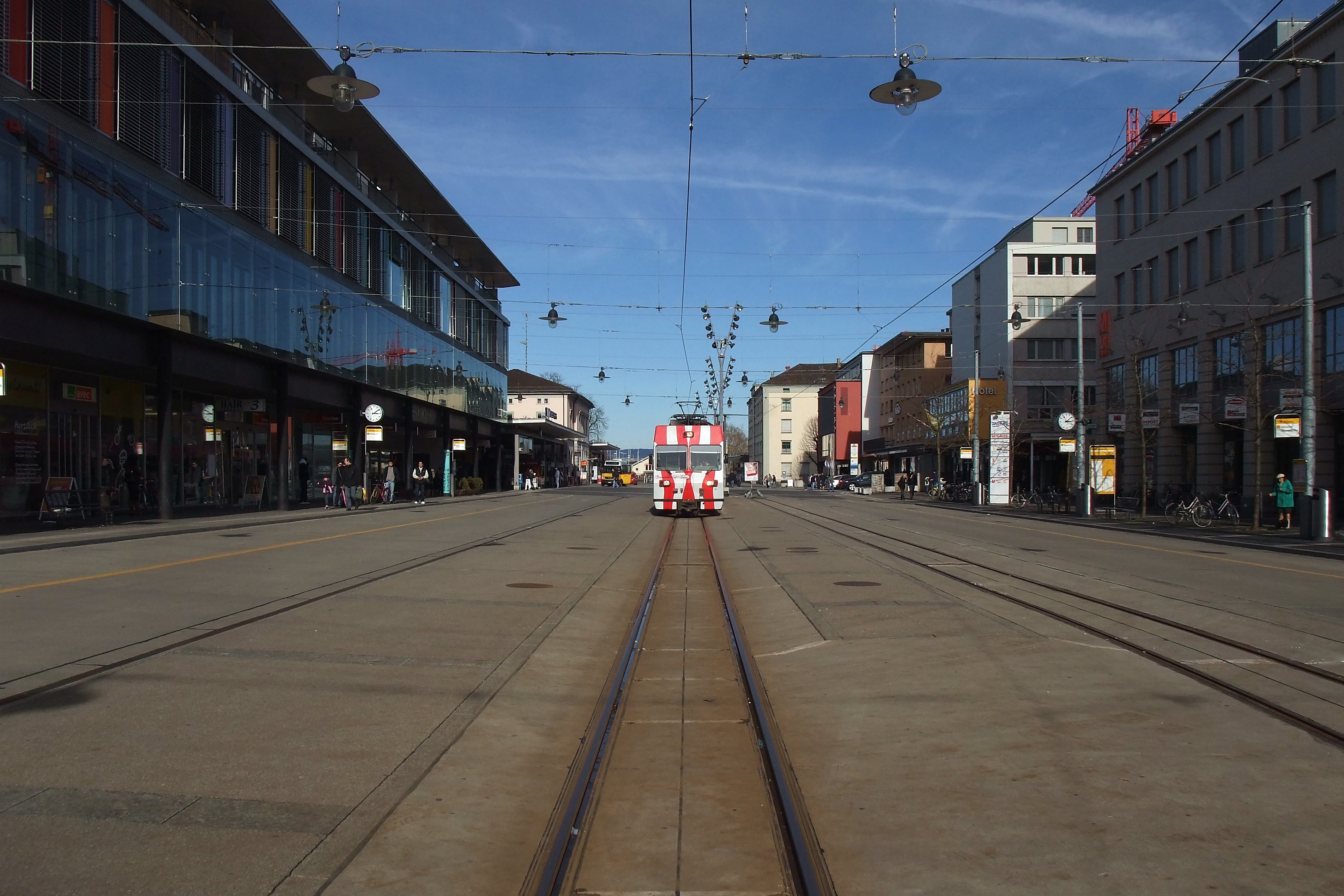
프라우엔펠트역

프라우엔펠트는 투르가우 서부의 중심 위치에 있으며, A7 고속도로에 기차역과 두 개의 출구가 있다.
15분 간격으로 마을 구석구석까지 운행하는 5개의 버스 노선이 있는 타운 버스 서비스가 있다.
프라우엔펠트역은 바인펠덴에서 빈터투어까지 (S8 및 S30) 취리히 S-반의 일부인 지역 열차와 30분마다 취리히까지 운행하는 반대 방향 및 고속 열차(인터시티 및 인터레기오)를 지원한다. 바인펠덴과 반대 방향, 더 나아가 독일 또는 로만스호른의 콘스탄스까지 분. 아침과 저녁의 혼잡한 시간 동안 이 기차는 IR/IC와 같은 더 큰 도시에 정차하는 다른 기차("S"라고 함)에 의해 지원된다.
프라우엔펠트는 협궤 프라우엔펠트-빌선의 북쪽 종점이기도 하다. 기차는 주요 기차역 앞의 역광장에서 운행된다. 기차는 30분마다 이 노선을 통해 빌까지 운행한다. 15분마다 빈도를 늘릴 계획이다. 장크트갈렌 S-반의 S15로 지정된 이 노선의 서비스는 프라우엔펠트 마르크트플라츠역과 뤼뎀역에서도 정차한다.